# Dariusz Chwastek
Dariusz Chwastek (ur. 1973 w Cieszynie) – polski duchowny i teolog ewangelicko-augsburski, doktor nauk teologicznych, specjalista w zakresie etyki teologicznej, filozofii religii i teologii systematycznej, starszy wykładowca Wydziału Teologicznego Chrześcijańskiej Akademii Teologicznej w Warszawie.

## Życiorys
Absolwent studiów teologicznych na Chrześcijańskiej Akademii Teologicznej w Warszawie i Wydziału Teologii Ewangelickiej Uniwersytetu w Lipsku. Ordynowany na duchownego Kościoła Ewangelicko-Augsburskiego RP w 1999 r. Od 2006 r. proboszcz parafii Świętej Trójcy w Lublinie. W czerwcu 2002 r. obronił na Chrześcijańskiej Akademii Teologicznej w Warszawie rozprawę doktorską Egzystencja a słowo. Program demitologizacji jako próba aktualizacji nauki o usprawiedliwieniu według Marcina Lutra.
Od września 2002 roku jest przedstawicielem Kościoła Ewangelicko–Augsburskiego w RP w Komisji Ekumenicznego Przekładu Pisma Świętego Starego Testamentu Towarzystwa Biblijnego w Polsce.
Dnia 10 lutego 2013 r., Wyborcze Zgromadzenie Parafialne Parafii Ewangelicko-Augsburskiej Wniebowstąpienia Pańskiego w Warszawie, pod przewodnictwem ks. bpa Jana Cieślara w pierwszej turze głosowania wybrało na swojego proboszcza ks. dra Dariusza Chwastka, dotychczasowego proboszcza Parafii Ewangelicko-Augsburskiej w Lublinie. W wyborach wzięło udział 175 osób, spośród 396 uprawnionych do głosowania. Ks. Dariusz Chwastek uzyskał 105 głosów.
Publikował między innymi w Studia Oecumenica, Myśli Protestanckiej, Studiach Humanistyczno–Teologicznych i Roczniku Teologicznym ChAT.

## Wybrana bibliografia autorska[1]
- Człowiek w obliczu Słowa: nauka o usprawiedliwieniu Marcina Lutra a program demitologizacji Rudolfa Bultmanna (Lublin, BiS Zakład Poligraficzny, 2008, ISBN 978-83-919699-3-9)
- Postylla, czyli Zbiór kazań na niedziele i święta (Warszawa, Wydawnictwo Naukowe „Semper”, 2009., ISBN 978-83-7507-073-6)